# Liste der ältesten Männer
Der älteste Mann ist der Japaner Jiroemon Kimura, der im Alter von 116 Jahren und 54 Tagen starb. Als ältester lebender Mann gilt laut Guinness World Records der Brasilianer João Marinho Neto, geboren am 5. Oktober 1912. Die nachfolgenden Listen entsprechen dem gegenwärtigen Forschungsstand und erheben deshalb keinen Anspruch auf abschließende Richtigkeit. Lebende Männer sind blau hinterlegt.
Auf dieser Seite werden nur Männer aufgeführt, deren Lebensdaten wissenschaftlich nachgewiesen werden konnten und von einer entsprechenden Institution veröffentlicht wurden; eine bloße Erwähnung in Massenmedien ist nicht ausreichend.

## Liste der 100 ältesten Männer
Über die Platzierung entscheidet zuerst das erreichte Alter in Jahren und Tagen, danach die Anzahl der Lebenstage und zuletzt das frühere Erreichen des Alters.
| #   | Name                          | Geburtsdatum       | Todesdatum         | erreichtes Alter       | Lebens- tage | Land                           |
| --- | ----------------------------- | ------------------ | ------------------ | ---------------------- | ------------ | ------------------------------ |
| 001 | Jiroemon Kimura               | 19. April 1897     | 12. Juni 2013      | 116 Jahre und 54 Tage  | 42.422       | Japan                          |
| 002 | Christian Mortensen           | 16. August 1882    | 25. April 1998     | 115 Jahre und 252 Tage | 42.255       | Dänemark Vereinigte Staaten    |
| 003 | Emiliano Mercado del Toro     | 21. August 1891    | 24. Januar 2007    | 115 Jahre und 156 Tage | 42.159       | Puerto Rico                    |
| 004 | Juan Vicente Pérez Mora       | 27. Mai 1909       | 2. April 2024      | 114 Jahre und 311 Tage | 41.949       | Venezuela                      |
| 005 | Horacio Celi Mendoza          | 3. Januar 1897     | 25. September 2011 | 114 Jahre und 265 Tage | 41.902       | Peru                           |
| 006 | Walter Breuning               | 21. September 1896 | 14. April 2011     | 114 Jahre und 205 Tage | 41.842       | Vereinigte Staaten             |
| 007 | Yukichi Chuganji              | 23. März 1889      | 28. September 2003 | 114 Jahre und 189 Tage | 41.826       | Japan                          |
| 008 | Tomas Pinales Figuereo        | 31. März 1906      | 24. September 2020 | 114 Jahre und 177 Tage | 41.816       | Dominikanische Republik        |
| 009 | Joan Riudavets Moll           | 15. Dezember 1889  | 5. März 2004       | 114 Jahre und 81 Tage  | 41.718       | Spanien                        |
| 010 | Fred Harold Hale              | 1. Dezember 1890   | 19. November 2004  | 113 Jahre und 354 Tage | 41.626       | Vereinigte Staaten             |
| 011 | Israel Kristal                | 15. September 1903 | 11. August 2017    | 113 Jahre und 330 Tage | 41.604       | Polen Israel                   |
| 012 | Efrain Antonio Rios Garcia    | 4. April 1910      | 11. Januar 2024    | 113 Jahre und 282 Tage | 41.554       | Kolumbien                      |
| 013 | Johnson Parks                 | 15. Oktober 1884   | 17. Juli 1998      | 113 Jahre und 275 Tage | 41.547       | Vereinigte Staaten             |
| 014 | Tomoji Tanabe                 | 18. September 1895 | 19. Juni 2009      | 113 Jahre und 274 Tage | 41.547       | Japan                          |
| 015 | John Ingram McMorran          | 19. Juni 1889      | 24. Februar 2003   | 113 Jahre und 250 Tage | 41.522       | Vereinigte Staaten             |
| 016 | Masazo Nonaka                 | 25. Juli 1905      | 20. Januar 2019    | 113 Jahre und 179 Tage | 41.452       | Japan                          |
| 017 | Mauro Ambriez Tapia           | 21. November 1897  | 18. April 2011     | 113 Jahre und 148 Tage | 41.421       | Mexiko                         |
| 018 | Frederick Frazier             | 27. Januar 1880    | 14. Juni 1993      | 113 Jahre und 138 Tage | 41.411       | Vereinigte Staaten             |
| 019 | Eusebio Quintero Lopez        | 6. März 1910       | 16. Juli 2023      | 113 Jahre und 132 Tage | 41.404       | Kolumbien                      |
| 020 | Donald Butler                 | 21. August 1885    | 27. Dezember 1998  | 113 Jahre und 128 Tage | 41.400       | Vereinigte Staaten             |
| 021 | Weceslao Leyva Gonzales       | 28. September 1903 | 27. Dezember 2016  | 113 Jahre und 90 Tage  | 41.363       | Mexiko                         |
| 022 | James Sisnett                 | 22. Februar 1900   | 23. Mai 2013       | 113 Jahre und 90 Tage  | 41.363       | Barbados                       |
| 023 | Domingo Villa Avisencio       | 26. August 1906    | 3. November 2019   | 113 Jahre und 69 Tage  | 41.341       | Mexiko                         |
| 024 | Maximiano Jose dos Santos     | 22. Februar 1893   | 25. April 2006     | 113 Jahre und 62 Tage  | 41.334       | Brasilien                      |
| 025 | Walter Richardson             | 7. November 1885   | 25. Dezember 1998  | 113 Jahre und 48 Tage  | 41.320       | Vereinigte Staaten             |
| 026 | Francisco Núñez Olivera       | 13. Dezember 1904  | 29. Januar 2018    | 113 Jahre und 47 Tage  | 41.320       | Spanien                        |
| 027 | Henry Allingham               | 6. Juni 1896       | 18. Juli 2009      | 113 Jahre und 42 Tage  | 41.314       | Vereinigtes Königreich         |
| 028 | Emilio Flores Márquez         | 8. August 1908     | 12. August 2021    | 113 Jahre und 4 Tage   | 41.277       | Puerto Rico                    |
| 029 | Chitetsu Watanabe             | 5. März 1907       | 23. Februar 2020   | 112 Jahre und 355 Tage | 41.263       | Japan                          |
| 030 | Antonio Todde                 | 22. Januar 1889    | 3. Januar 2002     | 112 Jahre und 346 Tage | 41.253       | Italien                        |
| 031 | Saturnino de la Fuente García | 11. Februar 1909   | 18. Januar 2022    | 112 Jahre und 341 Tage | 41.249       | Spanien                        |
| 032 | Moses Hardy                   | 6. Januar 1894     | 7. Dezember 2006   | 112 Jahre und 335 Tage | 41.242       | Vereinigte Staaten             |
| 033 | João Marinho Neto             | 5. Oktober 1912    |                    | 112 Jahre und 320 Tage | 41.228       | Brasilien                      |
| 034 | Yasutaro Koide                | 13. März 1903      | 19. Januar 2016    | 112 Jahre und 312 Tage | 41.220       | Japan                          |
| 035 | John Evans                    | 19. August 1877    | 10. Juni 1990      | 112 Jahre und 295 Tage | 41.202       | Vereinigtes Königreich         |
| 036 | Shi Ping                      | 1. November 1911   | 29. Juni 2024      | 112 Jahre und 241 Tage | 41.149       | Volksrepublik China            |
| 037 | Richard Overton               | 11. Mai 1906       | 27. Dezember 2018  | 112 Jahre und 230 Tage | 41.138       | Vereinigte Staaten             |
| 038 | Delio Venturotti              | 25. Oktober 1909   | 1. Juni 2022       | 112 Jahre und 219 Tage | 41.127       | Italien Brasilien              |
| 039 | George Francis                | 6. Juni 1896       | 27. Dezember 2008  | 112 Jahre und 204 Tage | 41.111       | Vereinigte Staaten             |
| 040 | James King                    | 15. November 1854  | 5. Juni 1967       | 112 Jahre und 202 Tage | 41.109       | Vereinigte Staaten             |
| 041 | Georges Thomas                | 19. November 1911  | 1. Juni 2024       | 112 Jahre und 195 Tage | 41.103       | Frankreich                     |
| 042 | Denzo Ishizaki                | 20. Oktober 1886   | 29. April 1999     | 112 Jahre und 191 Tage | 41.098       | Japan                          |
| 043 | Josep Armengol Jover          | 23. Juli 1881      | 20. Januar 1994    | 112 Jahre und 181 Tage | 41.088       | Spanien                        |
| 044 | Giovanni Frau                 | 29. Dezember 1890  | 19. Juni 2003      | 112 Jahre und 172 Tage | 41.079       | Italien                        |
| 045 | Jules Theobald                | 17. April 1909     | 5. Oktober 2021    | 112 Jahre und 171 Tage | 41.079       | Frankreich                     |
| 046 | John Painter                  | 20. September 1888 | 1. März 2001       | 112 Jahre und 162 Tage | 41.069       | Vereinigte Staaten             |
| 047 | Marcel Meys                   | 12. Juli 1909      | 15. Dezember 2021  | 112 Jahre und 156 Tage | 41.064       | Frankreich                     |
| 048 | Masamitsu Yoshida             | 30. Mai 1904       | 29. Oktober 2016   | 112 Jahre und 152 Tage | 41.060       | Japan                          |
| 049 | Sakari Momoi                  | 5. Februar 1903    | 5. Juli 2015       | 112 Jahre und 150 Tage | 41.058       | Japan                          |
| 050 | Vicktor Chanca Santos         | 14. Juni 1910      | 9. November 2022   | 112 Jahre und 148 Tage | 41.056       | Peru                           |
| 051 | Gisaburo Sonobe               | 6. November 1911   | 31. März 2024      | 112 Jahre und 146 Tage | 41.054       | Japan                          |
| 052 | Efrain Nunez Nunez            | 28. Dezember 1904  | 22. Mai 2017       | 112 Jahre und 145 Tage | 41.053       | Dominikanische Republik        |
| 053 | Josino Levino Ferreira        | 3. April 1913      |                    | 112 Jahre und 140 Tage | 41.048       | Brasilien                      |
| 054 | Alphaeus Philemon Cole        | 12. Juli 1876      | 25. November 1988  | 112 Jahre und 136 Tage | 41.043       | Vereinigte Staaten             |
| 055 | Augusto Moreira de Oliveira   | 6. Oktober 1896    | 13. Februar 2009   | 112 Jahre und 130 Tage | 41.037       | Portugal                       |
| 056 | Joao Zanol                    | 13. Oktober 1907   | 12. Februar 2020   | 112 Jahre und 122 Tage | 41.030       | Brasilien                      |
| 057 | George Johnson                | 1. Mai 1894        | 30. August 2006    | 112 Jahre und 121 Tage | 41.028       | Vereinigte Staaten             |
| 058 | Mikizo Ueda                   | 11. Mai 1910       | 9. September 2022  | 112 Jahre und 121 Tage | 41.028       | Japan                          |
| 059 | Lawrence Brooks               | 12. September 1909 | 5. Januar 2022     | 112 Jahre und 115 Tage | 41.022       | Vereinigte Staaten             |
| 060 | Salustiano Sanchez Blazquez   | 8. Juni 1901       | 13. September 2013 | 112 Jahre und 97 Tage  | 41.005       | Spanien Vereinigte Staaten     |
| 061 | Park Heard                    | 18. Mai 1882       | 18. August 1994    | 112 Jahre und 92 Tage  | 41.000       | Vereinigte Staaten             |
| 062 | John Tinniswood               | 26. August 1912    | 25. November 2024  | 112 Jahre und 91 Tage  | 40.999       | Vereinigtes Königreich         |
| 063 | CP Crawford                   | 25. August 1907    | 23. November 2019  | 112 Jahre und 90 Tage  | 40.998       | Vereinigte Staaten             |
| 064 | Jorge Duran Coral             | 23. April 1909     | 21. Juli 2021      | 112 Jahre und 89 Tage  | 40.997       | Brasilien                      |
| 065 | Yoshikazu Yamashita           | 10. April 1907     | 7. Juli 2019       | 112 Jahre und 88 Tage  | 40.996       | Japan                          |
| 066 | Gengan Tonaki                 | 30. Oktober 1884   | 24. Januar 1997    | 112 Jahre und 86 Tage  | 40.993       | Japan                          |
| 067 | Ilie Ciocan                   | 10. Juni 1913      |                    | 112 Jahre und 72 Tage  | 40.980       | Rumänien                       |
| 068 | Robert Weighton               | 29. März 1908      | 28. Mai 2020       | 112 Jahre und 60 Tage  | 40.968       | Vereinigtes Königreich         |
| 069 | Tadanosuke Hashimoto          | 27. April 1891     | 31. Mai 2003       | 112 Jahre und 34 Tage  | 40.941       | Japan                          |
| 070 | Kumekichi Tani                | 20. April 1891     | 12. Mai 2003       | 112 Jahre und 22 Tage  | 40.929       | Japan                          |
| 071 | Ernest Peronneau              | 7. Mai 1902        | 26. März 2014      | 112 Jahre und 19 Tage  | 40.926       | Vereinigte Staaten             |
| 072 | James Wiggins                 | 15. Oktober 1879   | 16. Oktober 1991   | 112 Jahre und 1 Tag    | 40.908       | Vereinigte Staaten             |
| 073 | George Feldman                | 2. Dezember 1906   | 2. Dezember 2018   | 112 Jahre und 0 Tage   | 40.907       | Vereinigte Staaten             |
| 074 | Tsunahei Ogawa                | 9. Januar 1907     | 4. Januar 2019     | 111 Jahre und 360 Tage | 40.903       | Japan                          |
| 075 | Arturo Licata                 | 2. Mai 1902        | 24. April 2014     | 111 Jahre und 357 Tage | 40.900       | Italien                        |
| 076 | Stanislaw Kowalski            | 14. April 1910     | 5. April 2022      | 111 Jahre und 356 Tage | 40.899       | Polen                          |
| 077 | Silverio Pereira Ayala        | 11. Juni 1906      | 30. Mai 2018       | 111 Jahre und 353 Tage | 40.896       | Paraguay                       |
| 078 | Frank Morimitsu               | 26. Dezember 1886  | 9. Dezember 1998   | 111 Jahre und 348 Tage | 40.891       | Japan                          |
| 079 | Walter Seward                 | 13. Oktober 1896   | 14. September 2008 | 111 Jahre und 337 Tage | 40.878       | Vereinigte Staaten             |
| 080 | Faustino Vargas Perez         | 27. September 1896 | 20. August 2008    | 111 Jahre und 328 Tage | 40.869       | Costa Rica                     |
| 081 | Ken Weeks                     | 5. Oktober 1913    |                    | 111 Jahre und 320 Tage | 40.863       | Australien                     |
| 082 | Maurice Floquet               | 25. Dezember 1894  | 10. November 2006  | 111 Jahre und 320 Tage | 40.862       | Frankreich                     |
| 083 | Valerio Piroddi               | 13. November 1905  | 18. September 2017 | 111 Jahre und 309 Tage | 40.852       | Italien                        |
| 084 | Shigeru Nakamura              | 11. Januar 1911    | 15. November 2022  | 111 Jahre und 308 Tage | 40.851       | Japan                          |
| 085 | Arthur Nash                   | 7. Januar 1885     | 4. November 1996   | 111 Jahre und 302 Tage | 40.843       | Vereinigtes Königreich Kanada  |
| 086 | James McCoubrey               | 13. September 1901 | 5. Juli 2013       | 111 Jahre und 295 Tage | 40.838       | Kanada Vereinigte Staaten      |
| 087 | Julio Saldarriaga Hernandez   | 3. November 1913   |                    | 111 Jahre und 291 Tage | 40.834       | Kolumbien                      |
| 088 | Ezra Hill                     | 19. Dezember 1910  | 4. Oktober 2022    | 111 Jahre und 289 Tage | 40.830       | Vereinigte Staaten             |
| 089 | Zhou Renqing                  | 7. November 1913   |                    | 111 Jahre und 287 Tage | 40.830       | Volksrepublik China            |
| 090 | John Mosely Turner            | 15. Juni 1856      | 21. März 1968      | 111 Jahre und 280 Tage | 40.821       | Vereinigtes Königreich         |
| 091 | Hermann Dörnemann             | 27. Mai 1893       | 2. März 2005       | 111 Jahre und 279 Tage | 40.821       | Deutschland                    |
| 092 | Hilario Orozco Lemus          | 3. November 1913   | 5. August 2025     | 111 Jahre und 275 Tage | 40.818       | Mexiko                         |
| 093 | Laurence Thompson             | 25. Januar 1887    | 24. Oktober 1998   | 111 Jahre und 272 Tage | 40.814       | Vereinigte Staaten             |
| 094 | Agustin Reyes Ortiz           | 8. Februar 1887    | 6. November 1998   | 111 Jahre und 271 Tage | 40.813       | Puerto Rico Vereinigte Staaten |
| 095 | Antonio Urrea Hernández       | 18. Februar 1888   | 15. November 1999  | 111 Jahre und 270 Tage | 40.812       | Spanien                        |
| 096 | Jose Rodrigues Avelino        | 5. Januar 1905     | 1. Oktober 2016    | 111 Jahre und 270 Tage | 40.812       | Brasilien                      |
| 097 | Choki Miyagi                  | 15. November 1904  | 7. August 2016     | 111 Jahre und 266 Tage | 40.808       | Japan                          |
| 098 | Reuben Sinclair               | 5. Dezember 1911   | 27. August 2023    | 111 Jahre und 265 Tage | 40.808       | Kanada                         |
| 099 | Pedro Batista Layana          | 25. Juni 1909      | 7. März 2021       | 111 Jahre und 255 Tage | 40.799       | Kuba                           |
| 100 | Arthur Carter                 | 5. Oktober 1889    | 11. Juni 2001      | 111 Jahre und 249 Tage | 40.791       | Vereinigte Staaten             |

### Anhang
Im Anhang sind jene Personen gelistet, die einst von verschiedenen Institutionen als älteste Männer mit den benannten Geburtsdaten akzeptiert wurden, deren Richtigkeit bei späterer Überprüfung jedoch substanziell in Frage gestellt wurde, ohne dass aber ein positiver Nachweis für das tatsächliche Geburtsdatum erbracht werden konnte. Da sie nach den gegenwärtigen Maßstäben der Altersverifizierung keine Anerkennung finden würden, sind sie von den ältesten Männern mit nachgewiesenem Alter getrennt an dieser Stelle aufgeführt, solange das angebliche Alter für eine Aufnahme in die Liste der 100 ältesten Männer ausreichend wäre oder bis ein positiver Nachweis für dieses oder ein anderes Geburtsdatum veröffentlicht wird.
| Name            | Geburtsdatum   | Todesdatum       | erreichtes Alter        | Lebens- tage | Land               |
| --------------- | -------------- | ---------------- | ----------------------- | ------------ | ------------------ |
| Mat(t)hew Beard | 9. Juli 1870?  | 16. Februar 1985 | 114 Jahre und 222 Tage? | 41.860?      | Vereinigte Staaten |
| Thomas Peters   | 6. April 1745? | 26. März 1857    | 111 Jahre und 354 Tage? | 40.896?      | Niederlande        |

1. ↑  Der Afroamerikaner Beard wurde Anfang der 2000er Jahre durch die Kestenbaum-Studie der Social Security Administration verifiziert. Dieser Verifizierung lagen einfachere Prüfstandards zugrunde, als sie durch die heute tonangebende Gerontology Research Group bei Altersverifizierungen – insbesondere solch außergewöhnlicher Altersbehauptungen – angelegt werden. Beard machte im Laufe seines Lebens divergierende Angaben über sein Alter und seinen Geburtsbundesstaat, so gab er beim Zensus 1930 60 Jahre (= Geburtsjahr 1870) und North Carolina, beim Zensus 1940 42 Jahre (= Geburtsjahr 1898) und Florida, beim Florida-Zensus 1945 66 Jahre (=Geburtsjahr 1879) und Georgia und beim Zensus 1950 61 Jahre (= Geburtsjahr 1889) und Florida an. Laut mehreren Zeitungsartikeln aus den Jahren vor seinem Lebensende sei er in Norfolk in Virginia geboren. Er lebte (angeblich seit 1912 postimg.org (Memento vom 27. August 2017 im Internet Archive) postimg.org (Memento vom 27. August 2017 im Internet Archive)) und starb in Royal (Wildwood) im Sumter County in Florida. Seine Lebensdaten entstammen dem Social Security Death Index familysearch.org und dem Florida Death Index familysearch.org. Konsistente Funde in den US-Zensus vor 1930 sind bislang nicht bekannt, Geburtsurkunden existieren nicht. Verwirrung herrscht auch über die Schreibweise des Vornamens – mit einem t wie im SSDI und auf dem Grabstein oder mit Doppel-t wie in allen bekannten Zeitungsartikeln zu seinen Lebzeiten, siehe auch villages-news.com und communityofroyal.org. Ein Zeitungsartikel zu seinem 107. Geburtstag konstatiert, dass Beard nicht so alt aussieht, wie er laut Social Security Administration sein soll. Seine Frau Angerine (wohl 1894 familysearch.org  familysearch.org findagrave.com–1971) will er laut den zeitgenössischen Zeitungsartikeln 1919 kennengelernt und mit ihr 12 Kinder gezeugt haben. Wenn im Zensus 1930 das älteste Kind Edward mit einem Alter von 19 Jahren (=Geburtsjahr um 1911) erfasst ist, spricht jedoch auch das gegen seine Angabe in den Zeitungsartikeln, seine Frau erst 1919 kennengelernt zu haben. Die Namen seiner Eltern sind anscheinend Ned (Edward) und Martha, so dass eine Namensgleichheit zwischen seinem ältesten Sohn und seinem Vater bestünde. Die verfügbaren Daten zeigen sowohl bezüglich Mat(t)hew Beard als auch seiner Frau und den Kindern variierende Altersangaben und sprechen für eine Altersübertreibung statt für die Richtigkeit eines Geburtsjahres 1870. Nicht unwahrscheinlich ist, dass der im Florida Zensus 1945 angegebene Geburtsbundesstaat zutreffend ist und Mat(t)hew Beard als Kind von Edward und Martha Beard im Oktober 1886 geboren wurde, also eher 16 Jahre jünger war als behauptet, und Angerine Brooks im März 1912 im Marion County (einem Nachbar-County von Sumter) geheiratet hat.
2. ↑  Peters wurde vom Guinness-Buch der Rekorde berücksichtigt. Die Altersbehauptung stützende Dokumente sind nicht bekannt. Sie gelten, so sie jemals existierten, als verschollen. Der Fall gilt deshalb als zweifelhaft und entzieht sich bislang einer Bestätigung oder Widerlegung. Eine Person namens Thomas Peters ist mit einem Sterbedatum 26. März 1857 und der Angabe des entsprechenden Alters jedenfalls in Arnhem registriert: familysearch.org.

## Ältester Mann
Diese Auflistung des ältesten Mannes erfasst Männer ab dem ersten Supercentenarian, die jeweils das höchste nachweislich erreichte Lebensalter hatten, bis ihr Nachfolger älter wurde als sie.
| Name Lebensdaten erreichtes Alter (= Tage)                                           | Land                        | Altersrekord von – bis             | Rekorddauer in Jahren und Tagen |
| ------------------------------------------------------------------------------------ | --------------------------- | ---------------------------------- | ------------------------------- |
| Geert Boomgaard 21. September 1788 – 3. Februar 1899 110 Jahre und 135 Tage (40.311) | Niederlande                 | 21. September 1898 – 30. März 1965 | 66 Jahre und 190 Tage           |
| James King 15. November 1854 – 5. Juni 1967 112 Jahre und 202 Tage (41.109)          | Vereinigte Staaten          | 31. März 1965 – 9. März 1990       | 24 Jahre und 343 Tage           |
| John Evans 19. August 1877 – 10. Juni 1990 112 Jahre und 295 Tage (41.202)           | Vereinigtes Königreich      | 10. März 1990 – 17. November 1992  | 02 Jahre und 254 Tage           |
| Frederick Frazier 27. Januar 1880 – 14. Juni 1993 113 Jahre und 138 Tage (41.411)    | Vereinigte Staaten          | 18. November 1992 – 1. Januar 1996 | 03 Jahre und 44 Tage            |
| Christian Mortensen 16. August 1882 – 25. April 1998 115 Jahre und 252 Tage (42.255) | Dänemark Vereinigte Staaten | 2. Januar 1996 – 27. Dezember 2012 | 16 Jahre und 360 Tage           |
| Jiroemon Kimura 19. April 1897 – 12. Juni 2013 116 Jahre und 54 Tage (42.422)        | Japan                       | 28. Dezember 2012 –                | 12 Jahre und 236 Tage           |

## Ältester lebender Mann
Diese Liste führt jene Personen auf, die zeitlich aufeinanderfolgend – zwischen dem Tod des Vorgängers und dem eigenen Tod – jeweils der älteste lebende Mann waren.
| Name                          | Geburtsdatum       | Todesdatum         | Alter                  | Land                                      |
| ----------------------------- | ------------------ | ------------------ | ---------------------- | ----------------------------------------- |
| Sylvester Melvin              | 29. November 1851  | 12. März 1962      | 110 Jahre und 103 Tage | Vereinigte Staaten                        |
| Joseph Saint-Amour            | 26. Februar 1852   | 16. März 1962      | 110 Jahre und 18 Tage  | Kanada                                    |
| William Smith                 | 28. Februar 1854   | 22. November 1962  | 108 Jahre und 267 Tage | Vereinigte Staaten                        |
| James King                    | 15. November 1854  | 5. Juni 1967       | 112 Jahre und 202 Tage | Vereinigte Staaten                        |
| John Mosely Turner            | 15. Juni 1856      | 21. März 1968      | 111 Jahre und 280 Tage | Vereinigtes Königreich                    |
| Eli Lindsay                   | 28. Februar 1858   | 24. November 1968  | 110 Jahre und 270 Tage | Vereinigtes Königreich Kanada             |
| John Chaney                   | 12. Oktober 1859   | 26. Dezember 1968  | 109 Jahre und 75 Tage  | Vereinigte Staaten                        |
| William Lamb                  | 24. November 1859  | 22. April 1969     | 109 Jahre und 149 Tage | Vereinigte Staaten                        |
| Antonije Mladenovic           | 30. Juni 1860      | 29. Dezember 1969  | 109 Jahre und 182 Tage | Serbien                                   |
| Theophilus May                | 5. Januar 1861     | 2. Dezember 1971   | 110 Jahre und 331 Tage | Vereinigtes Königreich Vereinigte Staaten |
| Friedrich Wedeking            | 10. Oktober 1862   | 5. Mai 1973        | 110 Jahre und 207 Tage | Deutschland                               |
| Isaac Edwards                 | 6. Dezember 1863   | 18. Oktober 1974   | 110 Jahre und 316 Tage | Vereinigte Staaten                        |
| James Holt                    | 25. Dezember 1865  | 7. Januar 1977     | 111 Jahre und 13 Tage  | Vereinigte Staaten                        |
| Jean Teillet                  | 6. November 1866   | 17. März 1977      | 110 Jahre und 131 Tage | Frankreich                                |
| Charlie Nelson                | 21. September 1867 | 20. August 1978    | 110 Jahre und 333 Tage | Vereinigte Staaten                        |
| Charlie Phillips              | 5. Mai 1870        | 5. September 1980  | 110 Jahre und 123 Tage | Vereinigte Staaten                        |
| Zachariah Blackistone         | 16. Februar 1871   | 18. April 1982     | 111 Jahre und 61 Tage  | Vereinigte Staaten                        |
| James Nash                    | 31. Juli 1872      | 4. März 1983       | 110 Jahre und 216 Tage | Vereinigte Staaten                        |
| Walter Wilcox                 | 1. November 1872   | 11. August 1983    | 110 Jahre und 283 Tage | Vereinigte Staaten                        |
| Gregory Pandazes              | 15. Januar 1873    | 22. Dezember 1983  | 110 Jahre und 341 Tage | Griechenland Vereinigte Staaten           |
| Benjamin Garner               | 10. August 1873    | 25. Juni 1984      | 110 Jahre und 320 Tage | Vereinigte Staaten                        |
| Randolph Davis                | 15. Oktober 1873   | 15. Dezember 1984  | 111 Jahre und 61 Tage  | Vereinigte Staaten                        |
| Joe Thomas                    | 1. Mai 1875        | 14. Dezember 1986  | 111 Jahre und 227 Tage | Vereinigte Staaten                        |
| Herman Smith-Johannsen        | 15. Juni 1875      | 5. Januar 1987     | 111 Jahre und 204 Tage | Norwegen                                  |
| Alphaeus Philemon Cole        | 12. Juli 1876      | 25. November 1988  | 112 Jahre und 136 Tage | Vereinigte Staaten                        |
| John Evans                    | 19. August 1877    | 10. Juni 1990      | 112 Jahre und 295 Tage | Vereinigtes Königreich                    |
| Henri Pérignon                | 14. Oktober 1879   | 18. Juni 1990      | 110 Jahre und 247 Tage | Frankreich                                |
| James Wiggins                 | 15. Oktober 1879   | 16. Oktober 1991   | 112 Jahre und 1 Tag    | Vereinigte Staaten                        |
| Frederick Frazier             | 27. Januar 1880    | 14. Juni 1993      | 113 Jahre und 138 Tage | Vereinigte Staaten                        |
| Josep Armengol Jover          | 23. Juli 1881      | 20. Januar 1994    | 112 Jahre und 181 Tage | Spanien                                   |
| Park Heard                    | 18. Mai 1882       | 18. August 1994    | 112 Jahre und 92 Tage  | Vereinigte Staaten                        |
| Christian Mortensen           | 16. August 1882    | 25. April 1998     | 115 Jahre und 252 Tage | Dänemark Vereinigte Staaten               |
| Johnson Parks                 | 15. Oktober 1884   | 17. Juli 1998      | 113 Jahre und 275 Tage | Vereinigte Staaten                        |
| Donald Butler                 | 21. August 1885    | 27. Dezember 1998  | 113 Jahre und 128 Tage | Vereinigte Staaten                        |
| Denzo Ishisaki                | 20. Oktober 1886   | 29. April 1999     | 112 Jahre und 191 Tage | Japan                                     |
| Antonio Urrea Hernández       | 18. Februar 1888   | 15. November 1999  | 111 Jahre und 270 Tage | Spanien                                   |
| Alejandro Rivera Santalla     | 28. August 1888    | 22. November 1999  | 111 Jahre und 86 Tage  | Spanien                                   |
| John Painter                  | 20. September 1888 | 1. März 2001       | 112 Jahre und 162 Tage | Vereinigte Staaten                        |
| Antonio Todde                 | 22. Januar 1889    | 3. Januar 2002     | 112 Jahre und 346 Tage | Italien                                   |
| Yukichi Chuganji              | 23. März 1889      | 28. September 2003 | 114 Jahre und 189 Tage | Japan                                     |
| Joan Riudavets Moll           | 15. Dezember 1889  | 5. März 2004       | 114 Jahre und 81 Tage  | Spanien                                   |
| Fred Harold Hale              | 1. Dezember 1890   | 20. November 2004  | 113 Jahre und 354 Tage | Vereinigte Staaten                        |
| Emiliano Mercado del Toro     | 21. August 1891    | 24. Januar 2007    | 115 Jahre und 156 Tage | Puerto Rico                               |
| Tomoji Tanabe                 | 18. September 1895 | 19. Juni 2009      | 113 Jahre und 274 Tage | Japan                                     |
| Henry Allingham               | 6. Juni 1896       | 18. Juli 2009      | 113 Jahre und 42 Tage  | Vereinigtes Königreich                    |
| Walter Breuning               | 21. September 1896 | 14. April 2011     | 114 Jahre und 205 Tage | Vereinigte Staaten                        |
| Horacio Celi Mendoza          | 3. Januar 1897     | 25. September 2011 | 114 Jahre und 265 Tage | Peru                                      |
| Jiroemon Kimura               | 19. April 1897     | 12. Juni 2013      | 116 Jahre und 54 Tage  | Japan                                     |
| Salustiano Sanchez Blazquez   | 8. Juni 1901       | 13. September 2013 | 112 Jahre und 97 Tage  | Spanien Vereinigte Staaten                |
| Ernest Peronneau              | 7. März 1902       | 26. März 2014      | 112 Jahre und 19 Tage  | Vereinigte Staaten                        |
| Arturo Licata                 | 2. Mai 1902        | 24. April 2014     | 111 Jahre und 357 Tage | Italien                                   |
| Alexander Imich               | 4. Februar 1903    | 8. Juni 2014       | 111 Jahre und 124 Tage | Polen Vereinigte Staaten                  |
| Sakari Momoi                  | 5. Februar 1903    | 5. Juli 2015       | 112 Jahre und 150 Tage | Japan                                     |
| Yasutaro Koide                | 13. März 1903      | 19. Januar 2016    | 112 Jahre und 312 Tage | Japan                                     |
| Israel Kristal                | 15. September 1903 | 11. August 2017    | 113 Jahre und 330 Tage | Polen Israel                              |
| Francisco Núñez Olivera       | 13. Dezember 1904  | 29. Januar 2018    | 113 Jahre und 47 Tage  | Spanien                                   |
| Masazo Nonaka                 | 25. Juli 1905      | 20. Januar 2019    | 113 Jahre und 179 Tage | Japan                                     |
| Tomas Pinales Figuereo        | 31. März 1906      | 24. September 2020 | 114 Jahre und 177 Tage | Dominikanische Republik                   |
| Emilio Flores Márquez         | 8. August 1908     | 12. August 2021    | 113 Jahre und 4 Tage   | Puerto Rico                               |
| Saturnino de la Fuente García | 11. Februar 1909   | 18. Januar 2022    | 112 Jahre und 341 Tage | Spanien                                   |
| Juan Vicente Pérez Mora       | 27. Mai 1909       | 2. April 2024      | 114 Jahre und 311 Tage | Venezuela                                 |
| Shi Ping                      | 1. November 1911   | 29. Juni 2024      | 112 Jahre und 241 Tage | Volksrepublik China                       |
| John Tinniswood               | 26. August 1912    | 25. November 2024  | 112 Jahre und 91 Tage  | Vereinigtes Königreich                    |
| João Marinho Neto             | 5. Oktober 1912    |                    | 112 Jahre und 320 Tage | Brasilien                                 |